# مانیلوالا
مانیلوالا (به لاتین: Manilwala) یک منطقهٔ مسکونی در سری‌لانکا است که در استان مرکزی (سری‌لانکا) واقع شده‌است.